# Metal Blade Records
A Metal Blade Records egy amerikai független lemezkiadó, amely az Egyesült Államokban, Németországban, és Japánban rendelkezik saját képviselettel. A lemezkiadót 1982-ben alapította Brian Slagel Los Angelesben. A Metal Blade volt az egyik legelső heavy metal kiadó. Az általuk gondozott Metal Massacre válogatássorozaton olyan későbbi meghatározó együttesek mutatkoztak be, mint a Metallica, a Slayer, a Cannibal Corpse, a Trouble, az Overkill, a Voivod, a Fates Warning, a Metal Church, a Ratt, a Possessed, és a Dark Angel.
A kiadó egyetlen olyan előadója, aki arany- vagy platinalemezes lett, az a Goo Goo Dolls, az egyetlen nem metal előadó a Metal Blade istállójában.

## Külső hivatkozások
- Metal Blade hivatalos honlap
- Metal Blade Europe hivatalos honlap
- Metal Blade Records a Myspace-en
- Metal Blade, YouTube csatorna